# Erika de la Vega
Erika Patricia de la Vega Quesada (sinh ngày 13 tháng 3 năm 1975) là một người dẫn chương trình truyền hình, diễn viên hài, diễn viên và phát thanh viên người Venezuela. Cô có một con trai tên là Matías Ignacio, người được sinh ra do mối quan hệ của cô với doanh nhân Jesús Torres, người mà cô đã kết hôn từ năm 2012.

## Đóng phim

### Truyền hình
- Thời đại Ya (Telemundo) 2016
- Suelta la sopa (hiện tại 2014)
- Yo Soy el Artista [1]
- El show de Erika: Casi Đêm muộn (Telemundo) 2014
- Gala Interactiva Hoa hậu Venezuela 2013 (Venevisión)
- Giải thưởng âm nhạc Pepsi Venezuela 2013 (Televen)
- Gala Interactiva Hoa hậu Venezuela 2012 (Venevisión)
- Erika Tipo 11 (Venevisión Plus)
- Thần tượng Mỹ Latinh (Sony Entertainment TV)
- Fama, Sudor y Lágrimas (RCTV)
- Diente por diente (RCTV)
- Ni tan tarde (Televen) (Puma TV)

### Phim
- 2010 - Câu chuyện đồ chơi 3 - Dolly
- 2011 - Er Conde Jones [2]